# Wilburton (Oklahoma)
Pour les articles homonymes, voir Wilburton.
La ville de Wilburton le siège du comté de Latimer, dans l’État de l’Oklahoma, aux États-Unis.